# Busto de Maurice Haquette
El busto de Maurice Haquette es una escultura hecha por Auguste Rodin, escultor francés del siglo XIX. El bronce mide 53.5 x 26.7 x 41.1 cm y se concibió en 1883.
Haquette trabajó y entabló una amistad con Rodin en la fábrica de porcelana de Sèvres, donde le enseña pintura y acuarela. Cuando Rodin presentó la escultura La edad de bronce en el Salón de 1877, la calidad de la obra insinuó que el molde había sido tomado directamente del modelo que posó para el escultor y desencadenó una gran polémica. Maurice Haquette atestiguó en defensa del escultor francés quien acababa de llegar a Bruselas. El escándalo ocasionó el reconocimiento de Rodin como el mejor escultor de su generación.
En esos tiempos, el Ministerio de la Instrucción Pública y de Bellas artes dirigía el proyecto para construir el Museo de Artes Decorativas de París que se ubicaría sobre los vestigios del Tribunal de Cuentas. Para dicho proyecto se convocó a diversos artistas, y fue así que Haquette le presenta a su hermano Georges Haquette, que conocía a su vez al subsecretario Edmond Turquet, a quien recomiendan y le conceden el proyecto de La puerta del Infierno.
Se piensa que Rodin fundió el busto de Haquette como agradecimiento por el encargo y homenaje a su amistad en el año de 1883. En la parte posterior de la pieza se lee la inscripción: À mon ami Haquette (A mi amigo Haquette). La obra pertenece al Museo Soumaya.